# Runsten-Bjärby
Runsten-Bjärby är en småort i Borgholms kommun definierad och avgränsad av SCB som består av de sammanvuxna byarna Södra och Norra Runsten och Bjärby i Runstens socken.
Här återfinns Runstens kyrka och Ölands runinskrifter 31

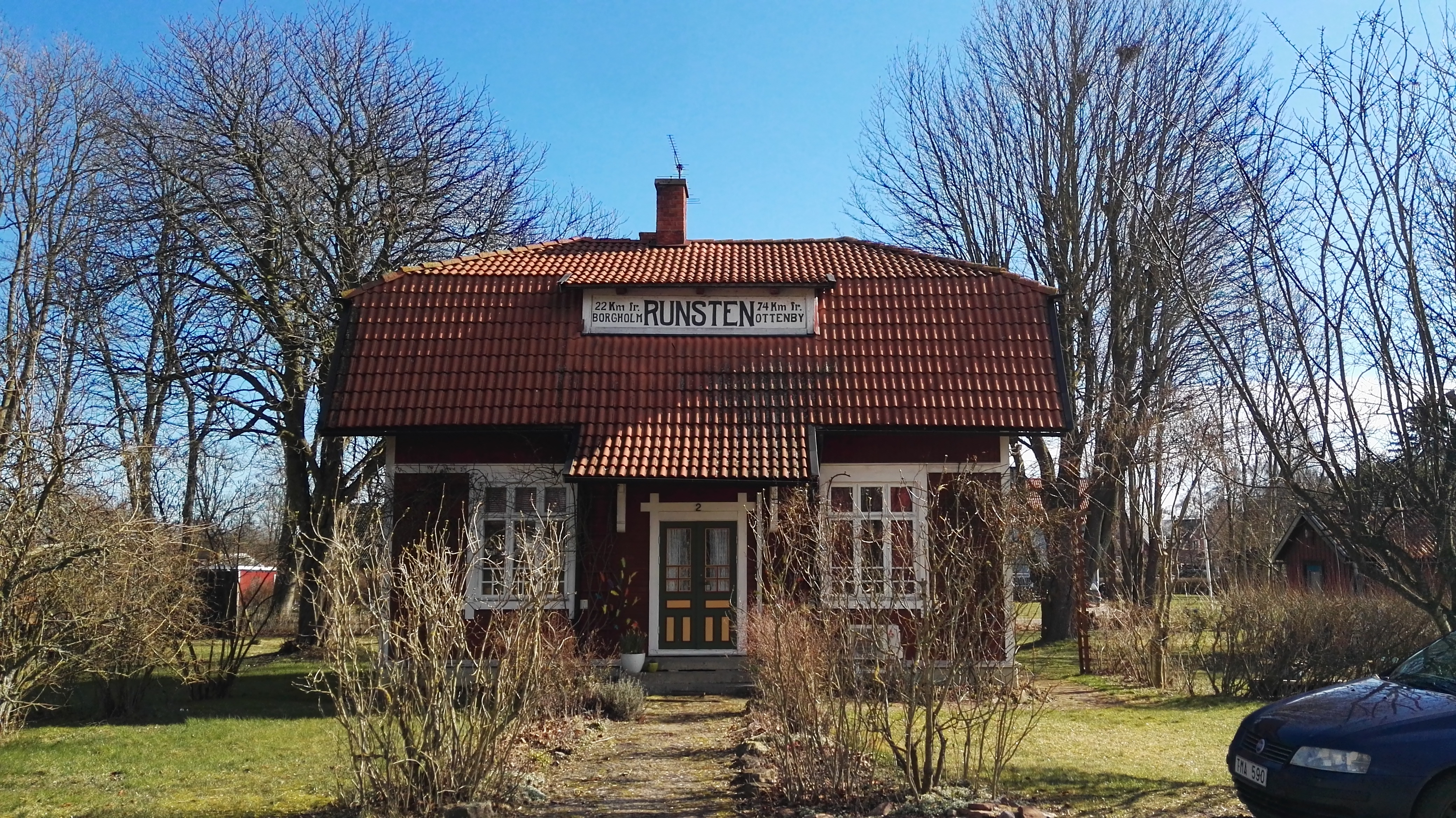
Runsten gamla stationshus